# Neil Harvey
Pour les articles homonymes, voir Harvey et Neil Harvey (squash).
Robert Neil Harvey (né le 8 octobre 1928) est un ancien joueur de cricket australien. Il a disputé son premier test pour l'équipe d'Australie en 1948. Il était le plus jeune joueur de l'équipe des Invincibles, surnom des Australiens qui furent invaincus en 32 matchs joués sur le sol anglais en 1948.
Il est encore à ce jour le plus jeune joueur australien à avoir marqué un century en test cricket.

## Équipes
- Victoria (1946-47 - 1956-57)
- Nouvelle-Galles du Sud (1958-59 - 1962-63)

## Récompenses individuelles
- Un des cinq Wisden Cricketers of the Year de l'année 1954.
- Membre de l'Australian Cricket Hall of Fame depuis 2000.
- Membre de l'ICC Cricket Hall of Fame depuis 2009 (membre inaugural).

## Sélections
- 79 sélections en test cricket de 1948 à 1963.